# Pteropus giganteus
La volpe volante indiana (Pteropus giganteus Brünnich, 1782) è un pipistrello appartenente alla famiglia degli Pteropodidi, diffuso nel Subcontinente indiano.

## Descrizione

### Dimensioni
Pipistrello di grandi dimensioni, con la lunghezza della testa e del corpo tra 198 e 300 mm, la lunghezza dell'avambraccio tra 140 e 186 mm, la lunghezza delle orecchie tra 33 e 45 mm, la lunghezza del piede tra 43 e 58 mm e un peso fino a 800 g.

### Aspetto
La pelliccia è corta, più lunga e soffice nella sottospecie P.g.leucocephalus. Le parti dorsali sono nerastre, cosparse di peli grigiastri, la testa è marrone, le spalle sono bruno-giallastre chiare, mentre le parti ventrali sono giallo-brunastre. I maschi hanno un ciuffo di peli più brillanti intorno a delle ghiandole situate su ogni lato del collo. Il muso è lungo, affusolato e nerastro. Gli occhi sono grandi. Le orecchie sono lunghe e appuntite. Le membrane alari sono attaccate lungo i fianchi. La tibia è priva di peli. È privo di coda, mentre l'uropatagio è ridotto ad una sottile membrana lungo la parte interna degli arti inferiori, relativamente più sviluppata al centro. Le tre sottospecie si differenziano principalmente dalle dimensioni.

## Biologia

### Comportamento
Forma colonie fino a diverse migliaia di individui su grandi alberi come il Baniano o il Tamarindo, generalmente vicino a specchi d'acqua. Durante la notte può volare fino a 150 km dai ricoveri diurni per cercare cibo.

### Alimentazione
Si nutre di fiori del Mango, Kapok, dell'Albero della Gomma, Erythrina lithosperma e Palma da cocco e di frutti della Papaya, Terminalia catappa, Anacardium occidentale, Annona muricata, Polyalthia longifolia, specie di Diospyros e di Ficus, Banano, Guava, Syzygium cumini e Madhuca indica. 

### Riproduzione
In India, le femmine danno alla luce un piccolo all'anno tra febbraio e marzo dopo una gestazione di 140-150 giorni. Gli accoppiamenti avvengono tra luglio e ottobre. Nello Sri Lanka le nascite avvengono verso la fine di maggio e gli inizi di luglio, mentre gli accoppiamenti si svolgono durante il mese di marzo.

## Distribuzione e habitat
Questa specie è diffusa nel Subcontinente indiano e nell'Arcipelago delle Maldive. Un esemplare catturato presso Minhe, nella provincia cinese dello Qinghai nel 1959, è stato presumibilmente trasportato dai venti monsonici oppure dall'uomo.
Vive in ambienti urbani e rurali, vicino a zone agricole fino a 2.000 metri di altitudine.

## Tassonomia
In accordo alla suddivisione del genere Pteropus effettuata da Andersen, P. giganteus è stato inserito nello P. vampyrus species Group, insieme a P. vampyrus stesso e P. lylei. Tale appartenenza si basa sulle caratteristiche di non avere un ripiano basale nei premolari e di avere orecchie lunghe ed appuntite.
Sono state riconosciute 3 sottospecie:
- P.g. giganteus: India, Bangladesh e Sri Lanka;
- P.g. ariel (Allen, 1908): Arcipelago delle Maldive;
- P.g. leucocephalus (Hodgson, 1835): Nepal,  stati indiani dell'Assam e Manipur, Birmania settentrionale.

## Conservazione
La IUCN Red List, considerato l'esteso areale e la popolazione numerosa, classifica P. giganteus come specie a rischio minimo (Least Concern)).